# Diane Guerrero
Diane Guerrero (Passaic, 1986. július 21. –) amerikai színésznő. 
Legismertebb szerepe Maritza Ramos a Narancs az új fekete és Lina a Szeplőtelen Jane című sorozatokban. Előbbivel két Screen Actors Guild-díjat nyert a szereplőgárda többi tagjával közösen.

## Gyermekkora és családja
New Jersey-ben született kolumbiai szülők gyermekeként, és Bostonban, Massachusettsben nőtt fel. Édesanyja Maria, édesapja Hector Guerrero kolumbiai bevándorlók, akik azért érkeztek az Amerikai Egyesült Államokba, hogy jobb életet biztosítsanak családjuknak.
Családjának egyetlen amerikai állampolgárságú tagjaként (mivel már az országban született) az Egyesült Államokban maradt, amikor szüleit és bátyját 14 éves korában visszatoloncolták Kolumbiába. Szülei sikertelenül próbáltak állampolgárságot szerezni. Unokahúgát később börtönbüntetésre ítélték.
Boston Jamaica Plain és Roxbury negyedében nevelkedett, miután más kolumbiai családok befogadták. Fiatal kora óta érdeklődött a színészet iránt, kihasználva a környékbeli vagy iskolai fakultatív lehetőségeket. Aztán a Boston Arts Academy előadóművészeti középiskolájába járt, ahol a zenei tanszéken tanult. Középiskolásként egy dzsesszegyüttesben énekelt, de az egyetemen politológiával és kommunikációval szeretett volna foglalkozni.

## Karrierje
2010-ben feltűnt a Faces klipjében, amelyet a Massachusetts állambeli Norwoodban forgattak Louie Bello számára. A főiskola után az első munkahelye egy ügyvédi iroda volt. 24 évesen úgy döntött, színészi pályára lép. 2011-ben New Yorkba költözött, és a Susan Batson stúdióban tanult színészetet, ahol megismerkedett menedzserével, Josh Taylorral. Élettapasztalatai arra késztették, hogy támogassa a Bevándorlási reformot.
Meghallgatásra jelentkezett a Devious Maids című filmben, de beválogatták a Narancs az új fekete című sorozatba, ahol egy bronxi tenyésztésű kolumbiai karaktert alakít. A 2. évadban tagja volt annak a szereplőgárdának, amely a 21. Screen Actors Guild-díj díjátadón egy vígjátéksorozatban nyújtott együttes kiemelkedő teljesítményéért érdemelte ki az elismerést. A szereplők ismét elismerést érdemeltek ki az Együttes Vígjátéksorozatban nyújtott kiemelkedő teljesítményéért a 22. Screen Actors Guild-díj díjátadón. Visszatérő szerepe volt az Are We There Yet?-ben.
2014-ben feltűnt az Emoticon című vígjátékban, amely egy május-decemberi románcról szól, amelyben szereplője apja egy doktorjelölttel foglalkozik. A filmben nyújtott alakítása Amanda ("Mandy") Nevinsként, egy örökbefogadott tinédzserként pozitív kritikát váltott ki, például egy "jól megrajzolt kisebb pillanat" leírását, amelyet Frank Scheck, a The Hollywood Reporter és a The Hollywood Reporter szerint "szépül visszaadtak". Inkoo Kang, a Los Angeles Times szerint "együttérzést parancsoló" előadás.
A The CW Jane the Virgin című sorozatában visszatérő szerepet kapott. 2015 februárjában Guerrerót a CBS televíziós pilotjának női főszerepére jelölték ki a Super Clyde című filmben, de a műsort nem vették fel a sorozatokra, amikor a CBS májusban bejelentette az őszi programját. Guerrero hamarosan fellépett a Happy Yummy Chicken, a Beyond Control és a The Godmother filmekben.
2016-ban Guerrero kiadta az In the Country We Love: My Family Divided című memoárját arról, hogy szüleit fogva tartották és kitoloncolták, amikor tizennégy éves volt. A könyvet Michelle Burforddal írta.

## Filmográfia

### Film
| Év   | Cím                                           | Szerep                                | Megjegyzések                |
| ---- | --------------------------------------------- | ------------------------------------- | --------------------------- |
| 2011 | Ashley/Amber                                  | Ashley                                | rövidfilm                   |
| 2011 | Festivalo                                     | modell                                |                             |
| 2012 | Open Vacancy                                  | Tatiana                               |                             |
| 2012 | Saved by the Pole                             | hercegnő                              | rövidfilm                   |
| 2014 | Emot.icon ;)                                  | Amanda Nevins                         |                             |
| 2014 | A férjem az igazi vesztes (My Man Is a Loser) | Malea                                 | magyar hangja Csifó Dorina  |
| 2015 | Peter and John                                | Lucia                                 |                             |
| 2016 | Happy Yummy Chicken                           | Cheryl Davis                          |                             |
| 2019 | Justice League vs. the Fatal Five             | Jessica Cruz / Green Lantern (hangja) |                             |
| 2019 | Killerman                                     | Lola                                  |                             |
| 2020 | Blast Beat                                    | Nelly Andres                          |                             |
| 2021 | Encanto                                       | Isabela Madrigal (hangja)             | magyar hangja Csuha Borbála |

### Televízió
| Év        | Magyar cím               | Eredeti cím             | Szerep                     | Megjegyzések                                                   |
| --------- | ------------------------ | ----------------------- | -------------------------- | -------------------------------------------------------------- |
| 2011      | A hidegsebész            | Body of Proof           | Sara Gonzales              | 1 epizód                                                       |
| 2012      |                          | Are We There Yet?       | Stacey                     | 1 epizód                                                       |
| 2013      | Zsaruvér                 | Blue Bloods             | Carmen                     | 1 epizód                                                       |
| 2013      | A célszemély             | Person of Interest      | Ashley                     | 1 epizód                                                       |
| 2013–2019 | Narancs az új fekete     | Orange Is the New Black | Maritza Ramos              | visszatérő szerep (57 epizód)                                  |
| 2014      | Taxi                     | Taxi Brooklyn           | Carmen Lopez               | 1 epizód                                                       |
| 2014–2019 | Szeplőtelen Jane         | Jane the Virgin         | Lina Santillan             | visszatérő szerep (24 epizód)                                  |
| 2017–2018 |                          | Superior Donuts         | Sofia                      | főszereplő (2. évad) 21 epizód                                 |
| 2018–2019 | Elena, Avalor hercegnője | Elena of Avalor         | Vestia (hangja)            | 6 epizód                                                       |
| 2019–2020 | Lányok a Harvey utcából  | Harvey Girls Forever!   | Juanita Tennasynn (hangja) | 3 epizód                                                       |
| 2019–2023 | Doom Patrol              | Doom Patrol             | Crazy Jane                 | - főszereplő (34 epizód) - magyar hangja: - Bogdányi Titanilla |
| 2020      | A holnap legendái        | Legends of Tomorrow     | Crazy Jane                 | 1 epizód                                                       |
| 2020      |                          | The Eric Andre Show     | önmaga                     | 1 epizód                                                       |